# Distrito de Chatra
Chatra (en hindi; चतरा जिला) es un distrito de la India en el estado de Jharkhand. Código ISO: IN.JK.CH.
Comprende una superficie de 3 700 km².
El centro administrativo es la ciudad de Chatra.

## Demografía
Según censo 2011 contaba con una población total de 1 042 304 habitantes, de los cuales 508 095 eran mujeres y 534 209 varones.